# Distrito de Chilca (Cañete)
El distrito de Chilca es uno de los dieciséis distritos que conforman la provincia de Cañete, ubicada en el departamento de Lima, en la Costa central del Perú. Se halla en la circunscripción del Gobierno Regional de Lima-Provincias. Limita al norte, con los distritos de  Pucusana y San Bartolo, ambos pertenecientes a la provincia de Lima; al noreste, con el distrito de Santa María del Mar; al este, con el distrito de Santo Domingo de los Olleros, provincia de Huarochirí; al sur, con los distritos de San Antonio, Santa Cruz de Flores y Calango; y al oeste, con el océano Pacífico.
Dentro de la división eclesiástica de la Iglesia Católica del Perú, pertenece a la Prelatura de Yauyos

## Historia
Chilca es el pueblo más antiguo de la costa del sur chico, el hombre de Chilca tiene una antigüedad aproximada de 10,000 años, según los estudios realizados por el arqueólogo francés Frederic Engel y según la historia que cuentan los tatarabuelos. Gracias a los vestigios encontrados se sabe que estos hombres se dedicaron a la caza de animales (venados, vizcachas) y a la recolección de plantas.
Con el transcurrir del tiempo los hombres primitivos bajaron a la costa y se ubicaron cerca al litoral marítimo (hacia 4000 a. C.), convirtiéndose en horticultores, pescadores y recolectores de mariscos. Se volvieron seminómadas, construyeron sus primeras viviendas de juncos, totora y troncos, pero también utilizaron huesos de ballenas en forma ovalada.
Debido a la característica árida de Chilca, estos pobladores poco a poco se las ingeniaron para contar con agua que no sea la salada del mar, excavando la tierra. Es así que construyeron las chacras hundidas, en donde sembraron camote, zapallo, pallar, calabazas, alimentos base de su dieta alimenticia.
De esta manera se volvieron sedentarios, desarrollaron una cultura propia y a la vez recibieron influencia de otras culturas preincas como Chavín, Paracas, Nazca y Chincha. Además, construyeron los primeros centros poblados: Bandurria, Lapa-Lapa y otros lugares.
Chilca ya existía como ejemplo de democracia desde el 10 de junio de 1813, 8 años antes de que se proclamara la independencia del Perú fue nombrado alcalde Ignacio Chumpitaz, pero fue creado políticamente el 2 de enero de 1857, por decreto del gobierno de Ramón Castilla. Chilca, como muchos distritos, obtuvo mediante esta ley la categoría de distrito.

## Geografía
Abarca una superficie de 473,11 km².

### Lagunas
La primera es la llamada La Milagrosa o Qoricocha (laguna de oro en quechua) . Su napa freática o aguas acumuladas en el subsuelo, son altamente mineralizadas. Contienen cloruro de sodio, sulfatos, carbonato de calcio. Son muy buenas para la cura del reumatismo articular crónico. El barro negro que abunda, protege y revitaliza la piel.
La Milagrosa es una laguna de unos 200 metros de largo por 50 de ancho. Está rodeada de numerosas pozas no muy hondas, donde los visitantes se embadurnan con barro todo el cuerpo y permanecen echados un buen tiempo para lograr el efecto que desean. Hay varios tipos de barro.
Las personas cuentan las virtudes de las aguas y el barro de estos baños. Muchas de ellas vienen regularmente durante años y dijeron haberse curado definitivamente de las enfermedades con las que llegaron, sintiendo mejoras en su salud, apenas a la semana de haber iniciado el tratamiento. Enrique Rueda, un amable y longevo chilcano, dos veces alcalde del distrito, cuenta sobre los personajes que visitan las lagunas y cómo no sólo se van contentos, sino eternamente agradecidos y curados.

## División administrativa

### Centros poblados
- Urbanos
  - Chilca, con 10 174 hab.
  - Las Salinas, con 521 hab.
  - Olof Palme, con 1 156 hab.
  - Papa León XIII, con 761 hab.
  - Anexo Barrio 15 de Enero, con 3 426 hab.
  - Parque Industrial La Chutana - 15 de Enero
  - Barrio Progreso, con 95 hab.
  - San Bartolito, con 25 hab.
  - Asociación Agrupación de Posesionarios Familias Unidas de la Selva "Manuel Chauca Balcázar"
  - Villa El Sur
  - Familias Unidas
  - PPK
  - Asociación de Viviendas Vgen de Fátima ( Papaleoncito)
  - Barrio Asunción de María
  - Ciudad de Ángeles
  - Barrio San José
  - Cerro de Oro
  - Virgen del Carmen

## Sitios de interés
Su capital Chilca está ubicada a 64 km al sur de la ciudad de Lima y cuenta con una población de 14 559 habitantes (INEI 2007).
Este lugar es una antigua caleta de pescadores que cuenta con una amplia playa y un centenario templo católico. Esta tierra es conocida por la abundante producción de sus higos y granadas; así como por sus lagunas ubicadas en Salinas que, a decir de los lugareños, tienen propiedades curativas, sobre todo para males dermatológicos y óseos, problemas de hipertensión arterial e infertilidad.
En el distrito se ubica una fábrica de cemento y varias de elaboración de licores de higo y de granada.
En sus alrededores se encuentra el yacimiento arqueológico de Chilca (Pueblo 1), que ha sido datado en unos 5 750 años.

### Iglesia Nuestra Señora de la Asunción en Chilca

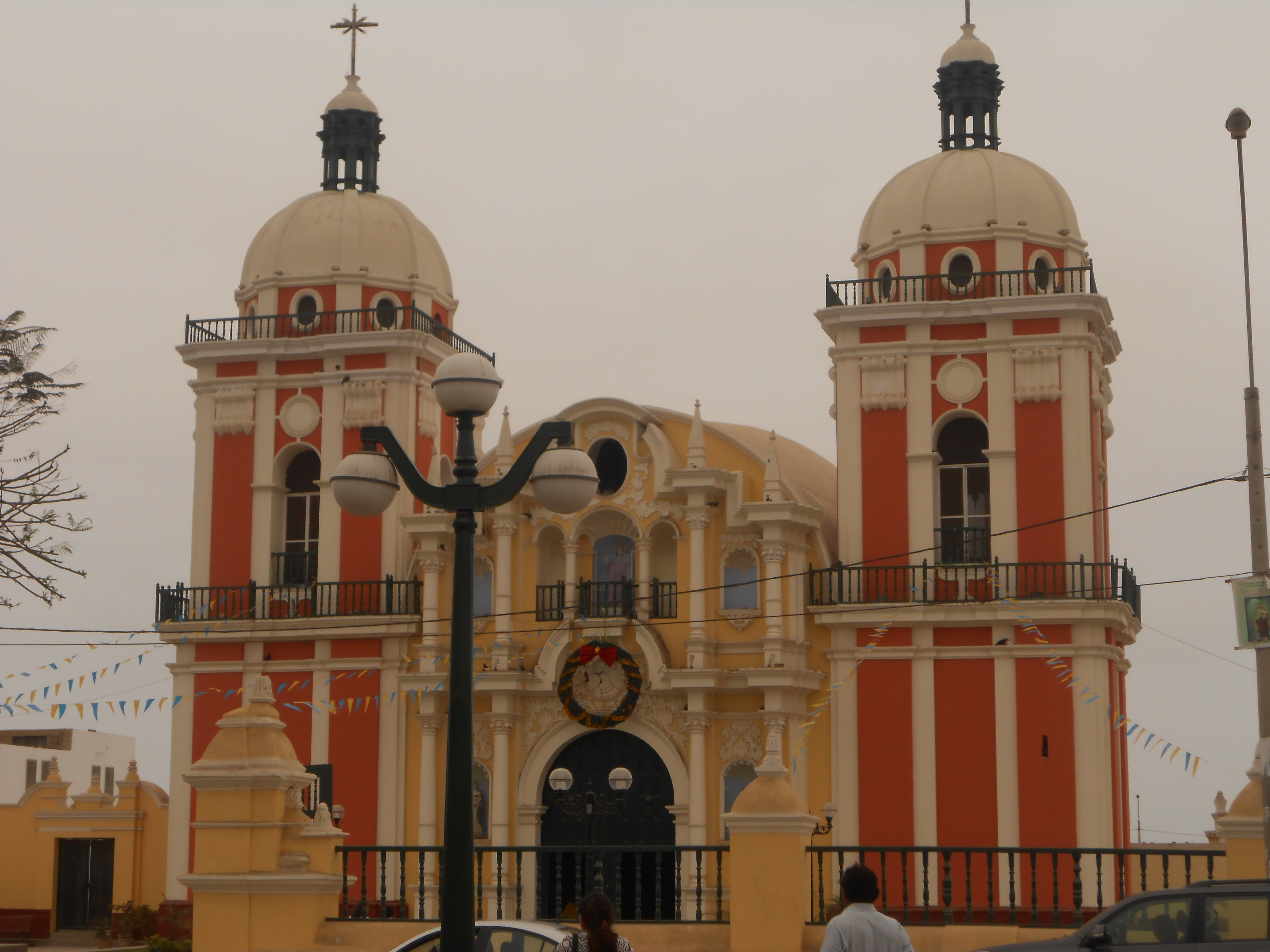
Iglesia de Nuestra Señora de la Asunción (1718).

Después de la conquista española la acción evangelizadora se tradujo en gran parte de los asentamientos prehispánicos no sólo en la práctica misma de la religión, sino también en la construcción de notables edificaciones dedicadas al culto. Es así que durante el siglo XVIII, se construye a 62 km al sur de Lima, en el pueblo de Chilca, uno de los más bellos ejemplos de arquitectura barroca de la costa peruana: la iglesia de Nuestra Señora de la Asunción de Chilca.
Las fechas de construcción de sus diferentes elementos, la iglesia, el atrio, el cementerio y su capilla, no ha podido ser establecidas, aunque un estudio de sus características sugiere que fueron edificados en etapas sucesivas. Sin embargo, sabemos que para 1774, una primera parte de la iglesia (desde el presbítero hasta el segundo tramo de la nave) estaba ya terminada, así que ésta y otras indicaciones hacen posible especular que las obras se iniciaron en la primera mitad del siglo XVIII y concluyeron alrededor de 1780. Se trata de un templo de grandes dimensiones del cual sobresalen las dos altas torres, cuyo interior es de una sola nave espaciosa y solemne, con altares de estilo barroco hechos de madera de cedro tallado y bañados en pan de oro. Destaca la pila bautismal construida en 1789, fundida en su totalidad en oro y plata extraídos por los españoles de la quebrada de Parca cercana a la iglesia.
Durante el período colonial fue motivo de visitas de gentes de Lima, entre ellas, el virrey Manuel de Amat y Juniet (1761-1776) y durante la guerra del Pacífico fue refugio de combatientes peruanos y sus playas, fueron lugar de desembarco del ejército chileno de ocupación.
A lo largo de su historia, el conjunto ha sufrido los efectos de una serie de eventos destructivos (la invasión chilena: cuando aparentemente se utilizó las torres de la iglesia como troneras, varios incendios, el más notorio, en 1918, daña las torres y maltrata el retablo principal, etc.), que han ocasionado deterioros en las diferentes construcciones que lo conforman. Sin embargo, se sabe de diferentes informes de inspecciones oculares realizadas por técnicos del departamento de monumentos históricos - artísticos del Instituto Nacional de Cultura (INC), de intervenciones puntuales realizadas a la iglesia principalmente en el aspecto estructural: la más importante de estas intervenciones previas a la que nos ocupa fue la iniciada en 1984.

#### Restauración
En octubre de este año, se desmonta el segundo cuerpo de la portada principal, que se consideró peligrosamente inestable tras sufrir los efectos del sismo de 1974. Antes, el 27 de septiembre, se habían retirado los retablos de la iglesia (se encontraron un total de 12) que fueron desmontados y guardados por piezas. Asimismo, puesto que las bóvedas originales sobre la nave y crucero de la iglesia ( ya dañadas por el terremoto de mayo de 1970), se hallaban en muy mal estado y cayéndose a pedazos en algunos tramos, fueron retiradas completamente y se procedió a la construcción de elementos completamente nuevos. Se hicieron, entonces, bóvedas vaídas como las que se encontraron, usándose incluso algunas de las cerchas que fueran removidas anteriormente como plantillas para cortar la nueva madera.
Es de notar que la existencia de bóvedas vaídas sobre el crucero, resulta ya poco común en una iglesia del siglo XVIII en esta particular región geográfica, y el que se encuentren sucesión sobre la nave es indudablemente singular.

#### Trabajos recientes
Es solamente en diciembre de 1999, y después de 15 años que se culminó esta etapa de intervenciones, tras un proceso paralizado y retrasado en muchas ocasiones. A partir del año 2001, se inician los trabajos de restauración de la portada principal y de reconstrucción de su segundo cuerpo; así como los acabados exteriores e interiores, que culminan recientemente con la restitución de la policromía original en la fachada y en un sector del interior.
La restauración no hubiese sido posible sin el apoyo de la comunidad chilcana, representada por el Comité Pro Restauración del Templo y la contribución de diversas empresas e instituciones privadas. Todos los trabajos de restauración contaron con la aprobación del INC.
En la etapa pendiente el gran reto está en la restauración de la policromía de varias épocas que se ha evidenciado luego de las exploraciones y en la restauración y ubicación en sus emplazamientos originales, de los numerosos retablos y púlpito, que constituyen parte importante de la imagen interior del templo y su más valioso patrimonio artístico.

#### Descripción del conjunto
- Templo

El templo Nuestra Señora de la Asunción de Chilca (declarado monumento nacional en 1944), tiene una planta rectangular, de una nave, lo cual resulta un caso habitual para la mayoría de iglesias rurales del siglo XVIII. Se crea la impresión de un "falso crucero" mediante la supresión de capillas hornacinas a la altura del transepto, impresión que se refuerza por la profundidad extra hacia los lados exteriores de la iglesia (un promedio de 20 cm rebajado hacia el interior de los muros) en esta zona.
Presenta además un coro alto de considerables proporciones ubicado hacia el muro de piés de la iglesia, y capillas hornacinas a ambos lados de la única nave, de 80 cm de profundidad en promedio. En total se cuentan 9 capillas de éstas, cada una sobreelevada un escalón.
La iglesia fue originalmente construida con arcos ciegos - o de descarga - de ladrillo, que fueron rellenados con adobe para formar los muros de la nave, cuya cimentación, de piedra, permanece relativamente intacta. Sosteniendo los arcos y marcando las capillas hornacinas, se usaron pilares de base cuadrada. Todos los muros fueron luego recubiertos con un enlucido de yeso, y finalmente decorados con pintura mural.
La traza original de la portada principal de la iglesia correspondía a un esquema de cuadrícula regular completa (esto es, dos cuerpos y tres calles), con el primer entablamento abierto en arcos de cornisa y las calles marcadas por columnas con traspilastras (esto último le otorga especial volumetría) es un diseño barroco tardío, con marcada influencia rococó.
La portada lateral de la iglesia, por otra parte, presenta un cuerpo inferior con un segundo cuerpo que resulta más bien un remate y una calle. Sus dos "cuerpos" son asimétricos, el entablamento es continuo y corrido y la única calle se marca mediante pilastras (no es, por tanto, una portada especialmente volumétrica), características todas de una raza de estilo neoclásico, y por tanto, posterior a la portada principal.
En cuanto al mobiliario, en la actualidad no existe ninguno colocado en forma permanente en el interior de la iglesia, aunque se tienen noticias más o menos detalladas de lo originalmente colocado allí. Por ejemplo, se menciona la existencia de 60 imágenes de distintas advocaciones, distribuidos en 14 retablos, hoy desarmados.
El retablo neoclásico que se usaba para el altar mayor de la iglesia desapareció y fue reemplazado temporalmente con el ubicado en la capilla del transepto del lado de la epístola, tras quemarse el primero en el incendio ocurrido el 18 de agosto de 1971. Este retablo fue luego trasladado a la iglesia nueva, construida en 1976, para servir, allí también, como retablo mayor, donde se conserva actualmente.
- Atrio y cementerio

El atrio del conjunto es muy amplio (nuevamente se trata de dimensiones muy superiores a las que a primera vista serán necesarias para el pueblo de Chilca), y está cercado por un muro pretil bajo de mampostería con pináculos y una balaustrada. Hacia atrás aparece una portada que indica el ingreso al cementerio, donde está la capilla de difuntos.
Esta separación de atrio y cementerio no es la práctica común en conjuntos de este tipo construidos en el periodo virreinal: normalmente el atrio cumplía las funciones de cementerio para los fieles fallecidos comunes, mientras que los sacerdotes eran enterrados bajo la nave de la iglesia, con algunos laicos de importancia.
- Capilla

Al fondo de la zona del cementerio -bordeando este por un muro bajo de adobe- hacia el lado de la epístola de la iglesia, se encuentra la capilla. Es un solo espacio, de planta rectangular. En la actualidad los muros han sufrido desplazamientos hacia el exterior, quebrando la estructura en las esquinas posteriores, y ha perdido la cubierta, que por los restos que aún pueden verse era aparentemente de quincha, describiendo una bóveda de cañón.
La capilla tiene una portada de un cuerpo con un frontón, y tres calles. Tiene características neoclásicas (uso de pilastras, entablamento corrido y continuo, cuerpos asimétricos), aunque menos estilizadas que en las otras portadas del conjunto y en el gran frontón triangular resalta la decoración en relieve: en el área central pueden verse dos motivos de cráneos y huesos cruzados, a ambos lados de una figura principal empuñando una cruz; en las dos áreas laterales aparecen figuras en actitud reverente.
Según sus lineamientos, esta portada sería posterior a la portada principal y lateral de la antigua iglesia; y persiste hasta la fecha la duda respecto a su uso, se supone que aunque tanto por su ubicación como por los motivos decorativos que presenta, estaba relacionado con los ritos para difuntos.
Esta capilla constituye un elemento especial dentro del conjunto, ya que en otras iglesias de la zona no existe una construcción similar, separada de la iglesia misma y con obvias decoraciones de motivos funerarios.

## Autoridades

### Municipales
- 2023 - 2026
  - Alcalde 2023 - 2026: Felix Choquehuanca Quesada (Unidad Cívica Lima).
- 2019 - 2022
  - Alcalde 2019 - 2022: Alfredo Rosas Chauca Navarro (Movimiento Independiente Patria Joven) Segundo Gobierno.
  - Regidores:

  1. Aida Victoria Cantu De Falcon
  2. Luciano Tomaylla Utani
  3. Alejandro Ramírez Rodríguez
  4. Raúl Armando Cabrera Cuya
  5. Rosario Magnolia Ávalos Cuya
- 2015 - 2018[2]
  - Alcalde 2017 - 2018: Damian Huapaya Arias.
  - Alcalde 2015 - 2017: Richard Ramos Ávalos.
  - Regidores:

  1. Damián Alfredo Huapaya Arias (Concertación para el Desarrollo Regional - Lima)
  2. María Victoria Quispe Pichigua (Concertación Para El Desarrollo Regional - Lima)
  3. Carlos Enrique Mosquera Pérez (Concertación Para El Desarrollo Regional - Lima)
  4. Felmir Hitmad Arotoma Auqui (Concertación Para El Desarrollo Regional - Lima)
  5. Jorge Luis Chumpitaz Manco (Patria Joven)
- 2011 - 2014[3]
  - Alcalde: Alfredo Rosas Chauca Navarro, Movimiento Forjemos Chilca (FCh).
  - Regidores: Víctor Alberto Huapaya Ramos (FCh), Celso Huamaní Astovilca (FCh), Rosa María Gonzales Balcazar (FCh), Luisa de Fátima Arias Caycho (AP), Fernando Benito Bustinza Angelino (AP).
- 2007 - 2010[4]
  - Alcalde: Pablo Nalda Quiroz, Partido Acción Popular.
- 2003 - 2006
  - Alcalde: Pablo Nalda Quiroz, Partido Acción Popular.
- 1999 - 2002
  - Alcalde: Numa Fredy Rueda Caycho, Movimiento independiente Unidos por Cañete.
- 1996 - 1998
  - Alcalde: José Eugenio Pérez Cuya, Lista independiente N° 17 Chilca al 2000.
- 1993 - 1995
  - Alcalde: Manuel La Rosa Arias, Partido Acción Popular.
- 1990 - 1992
  - Alcalde: Alfonso Huarachi Ojeda, FREDEMO.
- 1987 - 1989
  - Alcalde: Javier Ávalos Arias, Partido Aprista Peruano.
- 1984 - 1986
  - Alcalde: Lizardo Nery Caycho Espichán, Partido Aprista Peruano.
- 1981 - 1983
  - Alcalde: Pablo Nalda Quiroz, Partido Acción Popular.

### Policiales
- Comisaría de Chilca - Cañete
  - Comisario: Comandante PNP Manuel Wenceslao Alvarado Caceres

.

### Religiosas
- Prelatura de Yauyos[5]
  - Obispo Prelado: Mons. Ricardo García García.
- Parroquia Nuestra Señora de la Asunción[6]
  - Párroco: Pbro. José Antonio Napa Sánchez

## Educación

### Instituciones educativas
Instituciones públicas:
- Nivel Secundaria - I.E.P. Nuestra Señora de la Asunción
- Nivel Primaria - I.E.P. 20135
- Nivel Inicial - I.E.P.I. 469
- I.E.P N.º 20925 - 15 de Enero
- I.E.P N.º 6021 - Papa León XIII
- I.E.P N.º 2960 - Las Salinas

Instituciones privadas:
- I.E.Pr. "SAGRADOS NIÑOS DE JESÚS"
- I.E.Pr. "MATER ADMIRABILIS"
- I.E.Pr. "ALBERT EINSTEIN"
- I.E.Pr. "ONE SCHOLL" - 15 de Enero
- I.E.Pr. "JIREH" - Papa León XIII
- I.E.Pr. "SANTÍSIMA VIRGEN DE LA CANDELARIA"
- I.E.Pr  "VIRGEN DE LA CANDELARIA"

## Festividades
- 2 de enero: Celebración de la fecha de fundación
- 2 de febrero: Festividad a la Virgen de la candelaria
- 6 de enero: Bajada de Reyes en Chilca Celebración de las Pallas y Pastores de Chilca
- Febrero (23,24,25): Festival Internacional del Higo
- Mayo: Fiesta de las Cruces en el Anexo Las Salinas
- 10 de junio: Celebración de la firma del Primer Cabildo
- 28 de julio: Fiestas Patrias
- 15 de agosto: Festividad a la Virgen de la Asunción de María. Es una fiesta muy bonita en las que se reúnen los pobladores de Chilca para divertirse y venerar a la virgen.
- Diciembre (24,25): Navidad del Niño Jesús, Celebración de las Pallas y Pastores de Chilca